# Union des entreprises de sécurité privées
L'USP (Union des entreprises de sécurité privée) est un syndicat professionnel des entreprises de sécurité privée en France. Son but est la défense des entreprises du secteur de surveillance humaine et le travail de fond, avec d'autres organismes similaires, pour la reconnaissance de la profession.
L'organisation est signataire de la convention collective des entreprises de prévention et de sécurité et participe régulièrement aux travaux d'organisation, et d'avancement des conditions dans la profession. Elle regroupe 380 entreprises en 2010.

## Historique[2]
Le syndicat, initialement appelé Prosecur adhère à la convention collective des entreprises de prévention et de sécurité en 1987.
En 1992, avec le SNES, Prosecur adhère à l'Union Fédérale des Industries et Services de la Sécurité (UFISS) afin de travailler sur une structuration des métiers de la sécurité.
De 1998 à 2003, le syndicat Prosecur est mis en sommeil à la suite de la désaffection d'une grande partie de ses membres. En 2003, une vingtaine d'entreprises quittent le SNES pour réactiver Prosecur. Prosecur change alors de nom pour éviter toute confusion avec une entreprise de sécurité privée (Prosegur) et devient l'USP.

## Organisation
L'association se compose de trois commissions :
- la commission grippe aviaire
- la commission garantie financière
- le pôle formation créé en février 2007

L'USP édite un magazine trimestriel, "Sécurité privée"